# HMS Wilton (L128)
«Вілтон» (L128) (англ. HMS Wilton (L128) — військовий корабель, ескортний міноносець типу «Хант» «II» підтипу Королівського військово-морського флоту Великої Британії за часів Другої світової війни.
«Вілтон» закладений 30 травня 1940 року на верфі компанії Yarrow Shipbuilders, у Скотстоні, Глазго. 17 жовтня 1941 року він був спущений на воду, а 3 листопада 1941 року увійшов до складу Королівських ВМС Великої Британії.
Ескортний міноносець брав активну участь у бойових діях на морі в Другій світовій війні; бився у Північній Атлантиці, на Середземному морі, супроводжував арктичні конвої. За проявлену мужність та стійкість у боях нагороджений вісьмома бойовими відзнаками.

## Історія

### 1942
4 квітня 1942 року «Вілтон» увійшов до ескорту конвою PQ 14, який очолювали лінкори «Кінг Джордж V» та «Герцог Йоркський», який прямував до Радянської Росії зі стратегічно важливими вантажами. Однак, через 12 квітня через технічні несправності міноносець повернувся до Скапа-Флоу, звідкіля був направлений на ремонт. Тільки 19 травня корабель повернувся до строю.
26 червня «Вілтон» включений до сил безпосередньої охорони конвою PQ 17, який прямував з Ісландії до Архангельська, а згодом повертався з конвоєм QP 13 до Рейк'явіка. 4 липня Адміралтейство отримало повідомлення про вихід у море лінкора «Тірпіц» і перший морський лорд адмірал флоту Д. Паунд віддав наказ «Конвою розсіятися!», а супроводжуючі конвой бойові кораблі відкликали для перехоплення «Тірпіца», усі транспортні судна кинули напризволяще. Як з'ясувалося згодом, інформація про вихід німецького лінкора виявилася неточною, тоді як конвой, залишений без захисту, став легкою здобиччю німецьких підводних човнів і торпедоносців. Як наслідок, 22 транспорти та 2 допоміжних судна із складу конвою були потоплені.
29 липня корабель з «Бремгем» здійснив перехід Атлантикою до Гібралтару на посилення конвою WS 21.
2 серпня 1942 року «Вілтон» вийшов до Гібралтару, де був включений до складу угруповання британського флоту, що забезпечувало перехід транспортного конвою до обложеної Мальти.
З 2 по 15 серпня 1942 року ескортний міноносець брав участь у супроводі сумнозвісного конвою WS 21S, який йшов з Гібралтару до обложеної Мальти. До складу ескортної групи конвою під командуванням віцеадмірала Едварда Сіфрета входили 2 лінкори, 4 ескадрених авіаносці, 7 крейсерів і 32 есмінці. Ескортне з'єднання вважалося найпотужнішим за всю війну, що виділялося на супровід конвою. Британське адміралтейство повністю усвідомлювало, що доля острова залежить від того, скільки транспортів добереться до острова. Особливо важливим був американський танкер «Огайо», зафрахтований міністерством військових перевезень і укомплектований британською командою.
Під постійними атаками німецьких та італійських кораблів, підводних човнів, торпедоносців та бомбардувальників конвой втратив один авіаносець, 2 легких крейсери, ескадрений міноносець та дев'ять торговельних суден з чотирнадцяти. Ще 1 авіаносець і 2 легких крейсери були пошкоджені внаслідок безперервних нападів.
12 серпня 1942 року «Вілтон» з однотипними «Бічестер» і «Дервент» забезпечували охорону пошкодженого внаслідок атаки італійського підводного човна «Аксум» крейсера «Найджеріа» до Гібралтара.
17 серпня 1942 року група есмінців повернулась до Англії, де «Вілтон» продовжував виконувати завдання поблизу англійських берегів.
9 вересня разом з есмінцем «Вітленд» він охороняв ескортний авіаносець «Евенджер», котрий забезпечував протиповітряний захист транспортного конвою PQ 18
16 вересня есмінець входив до головних сил флоту для супроводження конвою QP 14, що повертався з СРСР до Лох Ю у Шотландії. 65 бойових кораблів супроводжували невеличкий транспортний конвой з 17 суден.
Після повернення до Англії ніс службу в лавах Домашнього флоту. Наприкінці жовтня переведений разом з «Вітленд» до Гібралтару, де включений до сил вторгнення, що готували висадку союзних військ у Французькій Північній Африці. 2 листопада увійшов до складу сил 57-ї дивізії есмінців.
8 листопада 1942 року брав участь у прикритті з моря морського десанту, що висаджувався в Алжирі.

### 1943
З грудня 1942 року «Вілтон» виконував бойові завдання з патрулювання західної частини Середземного моря.
У лютому 1943 року конвоював конвої KMF10A. Брав участь в операції «Ретрібьюшн» з перехоплення та знищення транспортних суден і кораблів противника, що мали намір прорватись з обложеного Тунісу до Італії.
У липні 1943 року «Вілтон» разом з однотипним ескортним міноносцем «Вітленд» входив до ескортної групи Східних сил підтримки висадки союзників на Сицилію. Надалі виходив на супроводження конвоїв, патрулювання, виконання протичовнових заходів у центральному Середземномор'ї, обстрілів італійських позицій. Восени продовжував супровід конвоїв поблизу берегів Італії та Африки.

### 1944
З січня до лютого 1944 року брав участь у підтримці морського десанту союзників біля Анціо. Діяв разом із «Бофорт» і «Брекон» у Північній штурмовій групі флоту.
З березня до кінця 1944 року «Вілтон» виконував завдання з супроводу конвою в центральному Середземномор'ї, з базуванням на Неаполь. Також підтримував військові операції в Албанії, дії союзних військ на грецькому острові Корфу та албанській Саранді.

### 1945
У січні-лютому 1945 року продовжував службу в акваторіях Адріатичного та Егейського морів.
У березні корабель повернувся до Ширнесса, де увійшов до 21-ї флотилії есмінців Командування Нор. У червні відправлений для подальшого проходження служби до Ост-Індії. Визначений на етап модернізації в Саймонстауні в Південно-Африканському Союзі; у липні відплив до Південної Африки.